# Lambaré
Lambaré è una città del Paraguay, situata nel dipartimento Central, a 19 km dalla capitale del paese Asunción; è uno dei municipi che costituiscono l'agglomerato urbano chiamato Grande Asunción.

## Popolazione
Al censimento del 2002 Lambaré contava una popolazione urbana di 119.795 abitanti. Il distretto è privo di zona rurale.

## Caratteristiche
Fondata nel 1766 dal governatore Carlos Murphy, la città divenne distretto solo il 5 giugno 1962, staccandosi dal distretto di Asunción. La sua economia, legata a quella della capitale, è basata sul commercio.

## Origine del nome
Il nome della città deriva da quello del cacicco Avambaré, attivo nella zona e sconfitto da Juan de Ayolas nel 1536.